# Онтене
Онтене (фр. Anthenay) насеље је и општина у североисточној Француској у региону Шампањ-Арден, у департману Марна која припада префектури Ремс.
По подацима из 2011. године у општини је живело 77 становника, а густина насељености је износила 11,6 становника/km². Општина се простире на површини од 6,64 km². Налази се на средњој надморској висини од 187 метара.

## Демографија
| 1962. | 1968. | 1975. | 1982. | 1990. | 1999. | 2011. |
| ----- | ----- | ----- | ----- | ----- | ----- | ----- |
| 77    | 60    | 44    | 45    | 52    | 52    | 77    |

График промене броја становника у току последњих година